# Cudowny gość
Cudowny gość (tyt. oryg. The Wonderful Visit) – powieść fantastyczna autorstwa Herberta George’a Wellsa.

## Fabuła
Książka opowiada historię upadłego anioła, który pewnej nocy dociera do małej angielskiej wsi zwanej Sidderton, gdzie ma problemy z zaadaptowaniem się do codziennego życia. Kolejnym problemem są ludzie, którzy go nie lubią za jego czystość i dobroć. Im dłużej przebywa na ziemi, tym bardziej staje się człowiekiem.